# Rush Hill (Misuri)
Rush Hill es una villa ubicada en el condado de Audrain en el estado estadounidense de Misuri. En el Censo de 2010 tenía una población de 151 habitantes y una densidad poblacional de 323,9 personas por km².

## Geografía
Rush Hill se encuentra ubicada en las coordenadas 39°12′36″N 91°43′31″O / 39.21000, -91.72528. Según la Oficina del Censo de los Estados Unidos, Rush Hill tiene una superficie total de 0.47 km², de la cual 0.47 km² corresponden a tierra firme y (0%) 0 km² es agua.

## Demografía
Según el censo de 2010, había 151 personas residiendo en Rush Hill. La densidad de población era de 323,9 hab./km². De los 151 habitantes, Rush Hill estaba compuesto por el 96.03% blancos, el 0% eran afroamericanos, el 0% eran amerindios, el 0% eran asiáticos, el 0% eran isleños del Pacífico, el 0% eran de otras razas y el 3.97% pertenecían a dos o más razas. Del total de la población el 3.97% eran hispanos o latinos de cualquier raza.